# Oavsättlighet
Oavsättlighet är ett juridiskt och statsvetenskapligt begrepp som innebär att vissa ämbetsmän inte kan avsättas. Före 1974 gällde det samtliga statstjänstemän, numera framför allt domare. Även högre positioner kan sägas omfattas av en dylik praxis, till exempel regenter, biskopar etc, trots att det inte är lagstiftat.
Principen har bland annat förfäktats av skälet att dessa på grund av oavsättligheten skulle bli särskilt lojala.